# Caiçara do Norte
Pour les articles homonymes, voir Caiçara.
Caiçara do Norte est une municipalité brésilienne située dans l'État du Rio Grande do Norte.